# قره سقال علیا
قره سقال علیا یک روستا در ایران است که در دهستان قشلاق جنوبی واقع شده‌است.